# Hockey Milano Rossoblu 2011-2012
Questa pagina contiene i dati relativi alla stagione hockeystica 2011-2012 della società di hockey su ghiaccio Hockey Milano Rossoblu.

## Roster
Portieri
| Numero | Nome e Cognome      | Data di Nascita | Nazionalità | Altezza | Peso |
| ------ | ------------------- | --------------- | ----------- | ------- | ---- |
| 17     | Mattia Mai          | 31/01/1989      | ITA         | 174     | 64   |
| 28     | Pasquale Terrazzano | 28/05/1989      | ITA-SVI     | 183     | 88   |
| 35     | Paolo Della Bella   | 12/09/1977      | ITA-SVI     | 178     | 84   |

Difensori
| Numero | Nome e Cognome    | Data di Nascita | Nazionalità | Altezza | Peso |
| ------ | ----------------- | --------------- | ----------- | ------- | ---- |
| 3      | Peter Stimpfl     | 08/09/1989      | ITA         | 183     | 85   |
| 5      | Alessandro Re "A" | 20/07/1986      | ITA         | 186     | 80   |
| 21     | Federico Betti    | 18/05/1985      | ITA         | 185     | 90   |
| 22     | Ryan Constant     | 01/05/1985      | CAN         | 181     | 89   |
| 24     | Andreas Lutz      | 30/03/1986      | ITA         | 171     | 77   |
| 46     | Niccolò Latin     | 28/03/1992      | ITA         | 187     | 102  |
| 89     | Francesco Borghi  | 12/06/1991      | ITA         | 178     | 80   |
| 8      | Kimmo Pikkarainen | 19/12/1976      | FIN         | 185     | 89   |

Attaccanti
| Numero | Nome e Cognome       | Data di Nascita | Nazionalità | Altezza | Peso |
| ------ | -------------------- | --------------- | ----------- | ------- | ---- |
| 13     | Mirko Migliavacca    | 15/09/1992      | ITA         | 167     | 65   |
| 15     | Edoardo Caletti      | 16/07/1986      | ITA         | 186     | 85   |
| 16     | Daniel Peruzzo       | 09/02/1985      | ITA         | 178     | 78   |
| 18     | Manuel Lo Presti     | 24/05/1987      | ITA         | 180     | 80   |
| 23     | Marcello Borghi      | 22/03/1993      | ITA         | 185     | 72   |
| 27     | Michael Mazzacane    | 07/04/1988      | ITA         | 172     | 73   |
| 33     | Peter Klouda         | 01/06/1978      | SVK         | 193     | 92   |
| 64     | Niccolò Lo Russo     | 26/11/1991      | ITA         | 185     | 72   |
| 71     | Luca Ansoldi "A"     | 05/01/1982      | ITA         | 183     | 92   |
| 91     | Tommaso Migliore "C" | 02/12/1988      | ITA         | 184     | 84   |
| 92     | Peter Wunderer       | 21/02/1990      | ITA         | 172     | 84   |

Allenatori
| Ruolo      | Nome e Cognome |
| ---------- | -------------- |
| Allenatore | Massimo da Rin |